# توم ساندز
توم ساندز (بالإنجليزية: Tom Sands)‏ هو سياسي أمريكي، ولد في 13 سبتمبر 1954 في موسكاتاين في الولايات المتحدة. حزبياً، نشط في Republican Party of Iowa ‏ والحزب الجمهوري. وقد انتخب عضو مجلس نواب ولاية ايوا.